# Taiwanese presidentsverkiezingen 2024
De Taiwanese presidentsverkiezingen 2024, officieel de presidents- en vicepresidentsverkiezingen in de Republiek China genoemd, werden op 13 januari 2024 gehouden op Taiwan. Zittend president Tsai Ing-wen kon zich na twee termijnen niet opnieuw herkiesbaar stellen.
Lai Ching-te van de Democratische Progressieve Partij (DPP) werd gekozen tot president met 40% van de stemmen. Hij versloeg hierbij zijn concurrenten Hou Yu-ih van de Kwomintang en Ko Wen-je van de Taiwanese Volkspartij. Lai Ching-te werd op 20 mei 2024 beëdigd als president.

## Uitslag
| Partij                        | Partij                        | Partij                                       | Kandidaat                     | Kandidaat                     | Kandidaat                     | Kandidaat                     | Stemmen    | %      | Gekozen |
| Partij                        | Partij                        | Partij                                       | President                     | President                     | Vicepresident                 | Vicepresident                 | Stemmen    | %      | Gekozen |
| ----------------------------- | ----------------------------- | -------------------------------------------- | ----------------------------- | ----------------------------- | ----------------------------- | ----------------------------- | ---------- | ------ | ------- |
|                               |                               | Taiwanese Volkspartij 台灣民眾黨             |                               | Ko Wen-je 柯文哲              |                               | Cynthia Wu 吳欣盈             | 3.690.466  | 26,46% |         |
|                               |                               | Democratische Progressieve Partij 民主進步黨 |                               | Lai Ching-te 賴清德           |                               | Hsiao Bi-khim 蕭美琴          | 5.586.019  | 40,05% |         |
|                               |                               | Kwomintang 中國國民黨                        |                               | Hou Yu-ih 侯友宜              |                               | Jaw Shaw-kong 趙少康          | 4.671.021  | 33,49% |         |
| Totaal aantal geldige stemmen | Totaal aantal geldige stemmen | Totaal aantal geldige stemmen                | Totaal aantal geldige stemmen | Totaal aantal geldige stemmen | Totaal aantal geldige stemmen | Totaal aantal geldige stemmen | 13.947.506 | 100%   |         |
| Ongeldige stemmen             | Ongeldige stemmen             | Ongeldige stemmen                            | Ongeldige stemmen             | Ongeldige stemmen             | Ongeldige stemmen             | Ongeldige stemmen             | 100.804    |        |         |
| Stemgerechtigden en opkomst   | Stemgerechtigden en opkomst   | Stemgerechtigden en opkomst                  | Stemgerechtigden en opkomst   | Stemgerechtigden en opkomst   | Stemgerechtigden en opkomst   | Stemgerechtigden en opkomst   | 19.548.531 | 71,86% |         |